# Парапінське сільське поселення
Пара́пінське сільське поселення (рос. Парапинское сельское поселение) — муніципальне утворення у складі Ковилкінського району Мордовії, Росія. Адміністративний центр та єдиний населений пункт — село Парапіно.

## Населення
Населення — 1353 особи (2019, 1559 у 2010, 1468 у 2002).